# Truncatoflabellum pusillum
Truncatoflabellum pusillum är en korallart som beskrevs av Stephen D. Cairns 1989. Truncatoflabellum pusillum ingår i släktet Truncatoflabellum och familjen Flabellidae. Inga underarter finns listade i Catalogue of Life.